# Stenocactus hastatus
Stenocactus hastatus ist eine Pflanzenart aus der Gattung Stenocactus in der Familie der Kakteengewächse (Cactaceae). Das Artepitheton hastatus stammt aus dem Lateinischen, bedeutet ‚spießförmig‘ und verweist auf den derben Mitteldorn der Art.

## Beschreibung
Stenocactus hastatus wächst mit niedergedrückt kugelförmigen, hellgrünen Trieben und erreicht bei Durchmessern von 12 Zentimetern Wuchshöhen von bis 10 Zentimetern. Die im Querschnitt dreieckigen 35 Rippen sind leicht gekerbt. Die Dornen sind gelb bis gräulich. Der einzelne, aufrechte Mitteldorn ist bis 4 Zentimeter lang. Die fünf bis sechs bis 3 Zentimeter langen Randdornen sind gerade. Einige von ihnen sind abgeflacht.
Die großen Blüten sind gelblich weiß. Die Früchte wurden bisher nicht beschrieben.

## Systematik und Verbreitung
Stenocactus hastatus ist im mexikanischen Bundesstaat Hidalgo verbreitet.
Die Erstbeschreibung als Echinocactus hastatus durch Karl Moritz Schumann wurde 1898 veröffentlicht. Alwin Berger stellte die Art 1929 in die Gattung Stenocactus. Weitere nomenklatorische Synonyme sind Echinocactus hastatus Hopffer ex K.Schum. (1898), Echinofossulocactus hastatus (Hopffer ex K.Schum.) Britton & Rose (1922), Brittonrosea hastata (Hopffer ex K.Schum.) Speg. (1923), Efossus hastatus (Hopffer ex K.Schum.) Orcutt (1926), Stenocactus hastatus (Hopffer ex K.Schum.) A.Berger ex A.W.Hill (1933, nom. illeg.) und Echinofossulocactus sulphureus f. hastatus (Hopffer ex K.Schum.) P.V.Heath (1992).
Stenocactus hastatus ist nur ungenügend bekannt und möglicherweise eine Standortform von Stenocactus crispatus.

## Nachweise